# 梅斯特斯维
梅斯特斯维（Mestersvig或Mesters Vig）是位于格陵兰东北部克里斯蒂安国王十世地区的一座军事基地，在戴维湾西南海岸的斯科斯比地区上。该地有一座1,800米长的砾石飞行场。
该机场位于斯陶宁阿尔卑斯山山区附近。